# كريستال (مجلة)
مجلة كريستال هي مجلة مصرية مطبوعة غير دورية، تصدر عن دار مصر للطباعة في الفجالة. تعتمد المجلة على قصص كرتونية مرسومة ومؤلفة في مصر. وتقع القصة في 16 صفحة من الرسوم الكرتونية بالإضافة إلى صفحة كرتون منفصلة باسم «كريستال» تعتمد اللهجة العامية. صدر العدد الأول من المجلة عام 1995م. وتحوي قصصاً روائية وحكايات وقصصاَ مصورة.
سعر المجلة 120 قرشاً ولا تحوي إعلانات. توقفت المجلة عن الصدور.

## فريق العمل
- المستشار الفني: سامي أنور مصطفى

### الكُتَّاب
- حسام العقاد
- سامي أنور مصطفى

### الرسامون
- محمد جلال البديع
- طاهر رشدي